# Pittasoma
Pittasoma és un gènere d'ocells de la família dels conopofàgids (Conopophagidae). Anteriorment inclòs en la família Formicariidae, agrupa espècies natives de l'Amèrica tropical (Neotrópic), on es distribueixen des de Costa Rica i Panamà, cap al sud fins a l'oest de Colòmbia i l'Equador.

## Etimologia
El nom genèric Pittasoma es compon del gènere Pitta i de la paraula del grec antic «sōma, sōmatos»: “cos”; significant “que té el cos semblant a un Pitta”.

## Característiques
Les espècies d'aquest gènere són grossos i arrodonits, mesuren entre 16 i 18 cm de longitud (els més grossos d'aquesta família), de becs llargs, cua curta i potes molt llargues. Exhibeixen colors atractius. Presenten dimorfisme sexual; encara que els sexes difereixen en plomatge, el dicromatisme sexual és menys pronunciat. Són terrestres i es mantenen una postura força dreta quan estan aturats. Habiten en el sòl o prop d'ell, en boscos humits tropicals de baixa altitud, fins als 1100 m. Caminen solitaris o en parelles fent petits salts pausats per a tot seguit quedar-se quiets llargs períodes. Quan s'espanten, es refugien en branques baixes. Són insectívors i s'alimenten regularment de formigues legionàries, quan poden ser sorprenentment atrevits.

## Taxonomia
El gènere estava anteriorment inclòs en Formicariidae, però l'anàlisi d'ADN mitocondrial citocrom b i NADH deshidrogenasa, subunitat proteica 2 seqüència d'ADN, segons Rice, (2005), va trobar que el gènere estava agermanat amb Conopophaga. La nova classificació s'ha sustentat també en la morfologia i l'anàlisi de les vocalitzacions. La Proposta N° 235 (part d) al Comitè de Classificació de Sud-amèrica (SACC) va aprovar el canvi a Conopophagidae. L'anàlisi genètica moleculars posteriors de Batalha-Filho et al. (2014) van confirmar la relació de germans entre Conopophaga i Pittasoma, i també la monofilia de cada gènere.
Segons la Classificació del Congrés Ornitològic Internacional (versió 14.2, 2024) aquest gènere està format per dues espècies:
- Pittasoma michleri - pitasoma capnegre
- Pittasoma rufopileatum - pitasoma cap-roig

Ambdues són ocells terrestres dels boscos tropicals d'Amèrica Central i del Sud.